# Vladas Vilimas
Vladas Vilimas (*  27. Oktober 1928 in Mikalajūnai, Rajongemeinde Pakruojis) ist ein litauischer Politiker.

## Leben
Nach dem Abitur 1947 in Linkuva bei Pakruojis absolvierte Vladas Vilimas 1952 das Diplomstudium an der Fakultät für Mechanisation der  Lietuvos žemės ūkio akademija und ab 1953 studierte Pädagogik an der Timirjasew-Agrarakademie in Moskau, ab 1957 in der Aspirantur, danach promovierte und habilitierte er.
1952 arbeitete er als Ingenieur in Papilė bei Akmenė. Ab 1955 lehrte er bei Vilniaus žemės ūkio mechanizacijos technikumas und danach an der LŽŪA als Professor. Von 1996 bis 2000 war er Mitglied im Seimas.
Vladas Vilimas war Mitglied von Sąjūdis, ab 1993 der Tėvynės sąjunga.